# Graf-Engelbert-Gymnasium Bochum
Das Graf-Engelbert-Gymnasium ist ein städtisches Gymnasium in Bochum. Es liegt an der Königsallee in der Nähe zur Innenstadt und ist als einzige Bochumer Schule als vollwertige MINT-EC-Schule (Mathematisch-naturwissenschaftliches Excellence-Center) ausgezeichnet.
Das Graf-Engelbert-Gymnasium kooperiert mit dem Neuen Gymnasium und der Schiller-Schule, die sich in Laufnähe zum Graf-Engelbert-Gymnasium befinden.

## Schulprofil
Das Graf-Engelbert-Gymnasium wurde als „MINT-EC“-Schule (Mathematisch-naturwissenschaftliches Excellence-Center) ausgezeichnet, was den Stellenwert der naturwissenschaftlichen Fächer an diesem Gymnasium betont. Es bestehen Kooperations-Verträge mit den großen Hochschulen (Hochschule Bochum, Ruhr-Universität Bochum und Technische Fachhochschule Georg Agricola) in Bochum. Die Schule bietet zusätzlich sprachlich-musische Fächer an. Neben der Auszeichnung als MINT-Schule stellt sich das Gymnasium auch als „Agenda 21-Schule“ dar.
Im Jahr 2010 konnte die Schule auf ihr hundertjähriges Bestehen zurückblicken.
Das Graf-Engelbert-Gymnasium ist „Schule der Vielfalt“. Dieses Projekt wurde von der „AG Vielfalt und Courage“ verwirklicht.

## Geschichte der Schule

### Von der Schulgründung bis 1933
Das Graf-Engelbert-Gymnasium war zu Beginn des Schuljahres 1910/11 als reine Jungenschule zur Entlastung der bestehenden Oberrealschule  gegründet worden. Am 13. April 1910 wurde der Schulbetrieb aufgenommen. Die Schule trug anfangs den Namen Städtische Oberrealschule II und war in einer Baracke auf dem Hof der Oberrealschule I, der heutigen Goethe-Schule, untergebracht. Ein Jahr später bezog man das Gebäude einer ehemaligen privaten Mädchenschule an der Humboldtstraße, zu dieser Zeit hatte die Schule bereits vier Klassen mit insgesamt 139 Schülern. Erster Schulleiter war Ernst Scheidt, der dieses Amt bis 1936 innehatte. Die erste Einjährigenschlussprüfung (vergleichbar mit der heutigen Mittleren Reife) konnte Ostern 1915 abgehalten werden. Da schon damals der Platz an der Schule nicht ausreichte, durfte die Schule aber noch keine Oberstufe einrichten und die Absolventen mussten zur Fortsetzung der Schulausbildung auf andere Schulen wechseln.
Ostern 1914 wurde mit dem Bau einer neuen Schule an der Königsallee im Stadtteil Ehrenfeld begonnen, an der gleichen Stelle, an der auch das heutige Schulgebäude steht. Die Pläne zum Bau stammten von Karl Elkart, der zu dieser Zeit Stadtbaumeister in Bochum war. Die Arbeiten verzögerten sich kriegsbedingt und die neue Schule konnte erst im November 1916 bezogen werden. Seitdem war an der Schule auch eine Oberstufe eingerichtet und im Schuljahr 1919/20 konnte zum ersten Male die Abiturprüfung abgelegt werden.
Im nächsten Schuljahr 1920/21 wurden der Ausbildungsgang der Schule durch die Einführung von Latein als Pflichtfach ab der 8. Klasse erweitert. Französisch blieb die erste Fremdsprache und Englisch wurde ab der 10. Klasse unterrichtet. Damit entfiel ab dem Ostern 1929 (erstes Abitur nach diesem neuen Bildungsplan) auch die Studienbeschränkung auf vorwiegend technische Fächer, die bisher durch das Fehlen von Latein bedingt war. Weitere Neuerungen aus diesen Jahren waren die Bildung eines Elternbeirates, der in Schulfragen eine beratende Funktion besaß, und die Einführung von Elternsprechtagen. Auch wurde ab dem Schuljahr 1928/29 eine Schülerselbstverwaltung eingeführt, bei der ältere Schüler die Pausenaufsicht und die Betreuung der Schüler aus den unteren Klassen übernahmen und sich auch um die Schulbücherei kümmerten.
Erhebliche Belastungen für das Schulleben gab es, als es im Rahmen des Streits um die deutschen Reparationsleistungen zur Besetzung des Ruhrgebietes kam. Am 15. Januar 1923 wurde Bochum durch französische Truppen besetzt. Diese beschlagnahmten schon am ersten Tag das Schulgebäude der damaligen Oberrealschule II an der Königsallee und machten es zum Zentrum der französischen Militär- und Zivilverwaltung. Die Schule musste das Gebäude verlassen und bis zum Ende des Schuljahres 1923/24 wurden die Schulstunden im Schichtunterricht in den Räumen der Oberrealschule I (heute Goethe-Schule) abgehalten.

### Zeit von 1933 bis 1945
Zur Vereinheitlichung der Schulformen wurde in einem Erlass von 1936 angeordnet, dass ab dem Schuljahr 1937/38 an allen höheren Schulen mit Englisch als erster Fremdsprache begonnen werden solle. Die höheren Schulen wurden – mit Ausnahme des humanistischen Gymnasiums – ab jetzt einheitlich mit „Oberschule“ bezeichnet, die Oberrealschule II erhielt zum 8. Dezember 1937 den offiziellen Namen „Bismarckschule. Städtische Oberschule für Jungen“. Der Unterricht wurde ab der Sekunda in einen mathematisch-naturwissenschaftlichen und einem neusprachlichen Zweig aufgeteilt. Mit dem Schuljahr 1937/38 wurde die Ausbildungszeit an der Oberschule aus „wichtigen bevölkerungspolitischen Gründen“ durch Wegfall der bisherigen 10. Jahrgangsstufe auf acht Jahre verkürzt, Ostern 1937 legten also die Schüler der damalige Unter- und Oberprima gleichzeitig die Reifeprüfung ab.
Nach Ausbruch des Zweiten Weltkriegs litt der Schulbetrieb immer stärker unter dessen Auswirkungen. 1942 legte zum Beispiel nur ein einziger Schüler das Abitur ab, alle anderen Schüler der Klasse 8 waren bereits eingezogen worden und hatten ein „Abgangszeugnis mit Reifevermerk“ (Notabitur) erhalten. Die Turnhalle konnte bereits seit 1939 nur noch zeitweilig genutzt werden, da sie zur Lagerung von Lebensmittel-Vorräten beschlagnahmt worden war. Ab Ostern 1942 musste wieder Schichtunterricht eingeführt werden, denn die örtliche Gauleitung hatte die benachbarte Schiller-Schule beschlagnahmt und beide Schulen mussten nun in einem Gebäude unterrichtet werden. Nachdem bei zwei Bombenangriffen vom 14. Mai und 13. Juni 1943 der Nordflügel der Schule schwer beschädigt worden war, wurden die Schüler der Klassen 1 bis 5 im Rahmen der erweiterten Kinderlandverschickung nach Friedeberg (Pommern) (heute Strzelce Krajeńskie) verlegt, von dort kehrten sie erst Anfang 1945 zurück. Andere Schüler musste gleichzeitig zum Luftwaffenhelferdienst. Bei einem Luftangriff am 4. November 1944, bei dem innerhalb von nur 35 Minuten große Teile Bochums in Trümmer gelegt worden waren, wurde die Bismarck-Schule von fünf Bomben getroffen und vollständig zerstört.

### Nach dem Zweiten Weltkrieg
Nach Kriegsende blieben alle Schulen bis zum Jahresende 1945 geschlossen. Am 9. Januar 1946 genehmigte die britische Militärregierung dann die Wiedereröffnung der Bismarck-Schule. Der Unterricht wurde zuerst in der Theodor-Körner-Schule in Dahlhausen erteilt, wohin die Schüler täglich mit einem Sonderwagen der Straßenbahn gebracht wurden. Ab Oktober 1946 wurde im Wechselunterricht mit den Schülerinnen der Schiller-Schule das Gebäude der nahegelegenen Drusenbergschule in Ehrenfeld genutzt. Nach der Wiederherstellung des Gebäudes der Schiller-Schule an der Königsallee wurde der Unterricht der beiden Oberschulen dorthin verlegt, der Wechselunterricht wurde beibehalten.
Auf Antrag der Stadt Bochum war die Schule zum 1. Juni 1948 in „Graf-Engelbert-Schule“ umbenannt worden. Namensgeber war Graf Engelbert II. († 1328), der als Förderer von Bochum gilt und zu dessen Besitztümern die Burg Blankenstein gehörte. Zum Schuljahr 1950/51 erhielt die Schule den Status eines mathematisch-naturwissenschaftlichen und neusprachlichen Gymnasiums für Jungen.
Im Herbst 1957 wurde auf dem Gelände der alten Schule mit den Bauarbeiten für ein neues Schulgebäude begonnen, der Neubau wurde am 13. Oktober 1960 eingeweiht, die Aula und das Lehrschwimmbecken wurden erst im Folgejahr fertiggestellt. Wegen der ständig steigenden Schülerzahlen – 1960/61 hatte die Schule 644 Schüler, 1963/64 waren es bereits 763 – war die Schule bereits 1964 überbelegt. 1966 mussten wegen fehlender Räume sogar zwei Sexten an die Goethe-Schule abgegeben werden. Die Stadt ließ daraufhin an der Nordseite des Gebäudes in der Arnikastraße (früher Grünstraße) zwei Anbauten (die sog. „Stelzenbauten“) mit insgesamt vier Klassenräumen errichten, die im Januar 1967 bezugsfertig waren. Im folgenden Schuljahr wurden auf dem Hof noch ein kleiner Pavillon mit zwei weiteren Räumen bereitgestellt. In diese Zeit fielen auch die beiden Kurzschuljahre (1. April bis 20. November 1966 und 1. Dezember 1966 bis Sommer 1967), durch die der Beginn des Schuljahres von Ostern auf den Herbst verlegt worden war.
Zur Verbesserung des Sportangebots wurde 1981 am Rande des benachbarten Südparks (auf dem Gelände eines ehemaligen Tennisclubs) eine Dreifachsporthalle fertiggestellt, die seitdem gemeinsam mit der Schiller-Schule genutzt wird. Schon einige Jahre zuvor, zu Beginn des Schuljahres 1974/75, war der Status einer reinen Jungenschule aufgehoben worden und die Schule wurde zu einem Gymnasium für Jungen und Mädchen. Zeitgleich schloss sich auch die Schiller-Schule, die bis dahin ein reines Mädchen-Gymnasium war, dieser Reform an.
2023 musste ein Teil des Schulgebäudes vorübergehend wegen der Absackung des Bodens gesperrt werden.
Namensänderung
Zum Schuljahr 2024/25 wurde das Gymnasium, auf Antrag der Schulkonferenz der Schule, von Graf-Engelbert-Schule in Graf-Engelbert-Gymnasium umbenannt.

## Bekannte Schüler
- Paul Sethe (1901–1967), von 1949 bis 1955 Mitherausgeber der Frankfurter Allgemeinen Zeitung
- Helmut Schnelle (1932–2015), Professor für Linguistik, von 1976 bis 1997 Professor für Allgemeine Sprachwissenschaft an der Ruhr-Universität Bochum
- Otto Schily (* 1932), Jurist und Politiker
- Wolfgang Clement (1940–2020), Jurist und Politiker
- Gerhard Charles Rump (1947–2020), Kunsthistoriker
- Hajo Schmidt (* 1947), Philosoph
- Uwe Vorkötter (* 1953), Journalist
- Hermann Gerland (* 1954), Fußballtrainer
- Eberhard von Hodenberg (* 1955), Mediziner
- Christian Haardt (* 1965), Jurist und Politiker
- Nicole Glocke (* 1969), Autorin
- Andrea Rau (* 1977), Hochschullehrerin für Mund-, Kiefer- und Gesichtschirurgie in Greifswald
- Sebastian Stielke (* 1980), Schauspieler und Autor
- Timo Grubing (* 1981), Illustrator und Autor
- Philipp Quest (* 1987), Theater- und Filmschauspieler
- Nora Quest (* 1990), Theater- und Filmschauspielerin